# Agylla
Agylla este un gen de insecte lepidoptere din familia Arctiidae.

## Specii[1]
- Agylla abrosa
- Agylla albifines
- Agylla albivenis
- Agylla albocinerea
- Agylla alboluteola
- Agylla albotestacea
- Agylla ampla
- Agylla analimacula
- Agylla analipunctaria
- Agylla apicalis
- Agylla argentea
- Agylla argentifera
- Agylla arthona
- Agylla asra
- Agylla auranticaria
- Agylla auraria
- Agylla barbicosta
- Agylla barbipalpia
- Agylla barbula
- Agylla basiflava
- Agylla beema
- Agylla bioptera
- Agylla bipars
- Agylla bisecta
- Agylla boliviensis
- Agylla brunneipennis
- Agylla brunneostriata
- Agylla chosengylla
- Agylla collitoides
- Agylla complanodes
- Agylla corcovada
- Agylla crassa
- Agylla cryptosema
- Agylla culminicola
- Agylla delicia
- Agylla dentifera
- Agylla dirabdus
- Agylla divisa
- Agylla dognini
- Agylla dyari
- Agylla endocapnia
- Agylla endoloba
- Agylla erigone
- Agylla eriodes
- Agylla exscissa
- Agylla fasciculata
- Agylla flavicornis
- Agylla flavipennis
- Agylla flavitincta
- Agylla florecilla
- Agylla foyi
- Agylla fulvithorax
- Agylla fusciceps
- Agylla fuscifusa
- Agylla galactina
- Agylla gateri
- Agylla gigantea
- Agylla gigas
- Agylla haighti
- Agylla hampsoni
- Agylla hermanilla
- Agylla holochrea
- Agylla hypotricha
- Agylla idolon
- Agylla interposita
- Agylla involuta
- Agylla joannisi
- Agylla laticilia
- Agylla limpida
- Agylla maasseni
- Agylla maculata
- Agylla maculifascia
- Agylla madagascariensis
- Agylla marcata
- Agylla marginata
- Agylla megasema
- Agylla metaxantha
- Agylla meteura
- Agylla mjobergi
- Agylla molybdaenalis
- Agylla monoleuca
- Agylla nepalica
- Agylla nigritia
- Agylla niphostibes
- Agylla nitidalis
- Agylla nivea
- Agylla nochiza
- Agylla normalis
- Agylla nubens
- Agylla obliquisigna
- Agylla obsoleta
- Agylla ochritincta
- Agylla ochrota
- Agylla oediphlebia
- Agylla pallens
- Agylla perpensa
- Agylla petrola
- Agylla phaeopasta
- Agylla plateada
- Agylla poasia
- Agylla polysemata
- Agylla postfusca
- Agylla postimparilis
- Agylla prasena
- Agylla prasina
- Agylla pseudobisecta
- Agylla quadrimaculata
- Agylla ramelana
- Agylla remelana
- Agylla restricta
- Agylla revoluta
- Agylla rotunda
- Agylla rubrofasciata
- Agylla rufifrons
- Agylla sanctaejohannis
- Agylla sanguivitta
- Agylla semiobsoleta
- Agylla semirufa
- Agylla separata
- Agylla septentrionalis
- Agylla sericea
- Agylla sericeipennis
- Agylla sinensis
- Agylla sordida
- Agylla steniptera
- Agylla stotzneri
- Agylla strigula
- Agylla subcinerea
- Agylla subinfuscata
- Agylla submacula
- Agylla subochracea
- Agylla subochrea
- Agylla subpurpurea
- Agylla subvoluta
- Agylla tecta
- Agylla tobera
- Agylla tolteca
- Agylla trichosema
- Agylla tumidicosta
- Agylla tygriusa
- Agylla umbrifera
- Agylla umbrosa
- Agylla venosa
- Agylla vestalis
- Agylla virago
- Agylla virginea
- Agylla virilis
- Agylla vittata
- Agylla volzi
- Agylla xanthocraspidus
- Agylla yuennanica
- Agylla zopisa
- Agylla zopiza
- Agylla zucarina